# 格鬥少年菀得
《格鬥少年菀得》（韓語：완득이）是一部2011年上映的韓國電影，改編自2008年的暢銷小說。早先這部作品曾以話劇的形式上演，創造過一個季度加演8場的紀錄。

## 劇情介紹
高中生菀得家境清寒，和患有侏儒症的爸爸以及叔叔一起生活，對正處於叛逆期的菀得來說青春歲月並不美好，自小缺少母愛的他用玩世不恭的態度掩飾著脆弱心靈。菀得討厭讀書，在和班主任東株的相處之下，逐漸感受到他的熱情與關愛。後來東株發現菀得的運動天賦，並引導他開始學習拳術......

## 演員陣容
- 劉亞仁 飾 都菀得
- 金允錫 飾 李東株
- 朴修榮 飾 菀得父，都正福
- Jasmine Lee 飾 菀得母，李淑熙
- 金榮在 飾 南民丘
- 金相浩 飾 隔壁大叔
- 朴孝珠 飾 李浩靜
- 姜　星 飾 鄭允荷
- 金東永
- 韓恩善

### 特別出演
- 安吉強
- 趙相件

## 外部連結
- NAVER電影 （页面存档备份，存于）